# Jordi IV de Geòrgia
Jordi IV de Geòrgia (georgià: გიორგი IV ლაშა)  (Geòrgia, 1191 - Bagavan, 1223) fou rei de Geòrgia de cap al 1213 fins al 1223. Era fill (únic mascle) de la reina Tamara havent estat associat al tron des del 1206. Se l'anomena Lasha que vol dir "Llum del món". Va néixer el 1194
Va ser governador de Kars del 1209 al 1212.
Des del començament va voler convertir-se en monarca absolut però va trobar una forta oposició de la noblesa que no solament no volia perdre privilegis sinó recuperar-ne dels perduts.
El rei estava enamorat d'una dona de les classes baixes (una camperola de Kakhètia), amb qui va tenir un fill anomenat David però la noblesa no li va permetre de casar-se, ni va reconèixer el fill com a hereu. Jordi va restar fidel al seu amor i mai es va casar amb cap altra dona.
El Papa li va demanar de participar en una sisena croada però si va començar els preparatius no els va acabar. El 1220 els mongols van entrar a Geòrgia per primer cop i després van entrar altres vegades saquejant el país però sense voler conquerir-lo.
Jordi IV, ferit en una de les batalles, va morir el 18 de gener del 1223, i el va succeir la seva germana Russudan.